# گمینا یاشنگتس
گمینا یاشنگتس (به لهستانی:  Gmina Jasieniec) یک گمینا در لهستان است که در شهرستان گرویتس واقع شده‌است. گمینا یاشنگتس ۱۰۷٫۸۳ کیلومتر مربع مساحت و ۵٬۳۶۶ نفر جمعیت دارد.